# Домаха (притока Південного Бугу)
Пожа́рка (Дома́ха, Велика Руда; у верхів'ї Іковка (?)) — річка в Україні, у межах Хмельницького району Хмельницької області та Хмільницького району Вінницької області, ліва притока Південного Бугу.

## Опис
Довжина 19 км. Площа водозбірного басейну 167 км² (112 км² у межах Хмельницької області, 55 км² — Вінницької). похил — 3,0 м/км. Річкова долина неширока, місцями заболочена. Є кілька ставів.
За 8 км від свого гирла Пожарка має ліву притоку без назви завдовжки 7 км.

## Розташування
Домаха бере початок в селі Адампіль. Тече на південний схід, місцями на південь. Впадає до Південного Бугу в селі Березна на 660-му (за іншими даними 650-му) кілометрі від його гирла. 
Над річкою розташовані села: Адампіль, Паплинці, Подоляни (Чешки), Залісся (Шпичинці), Куманівці, Крупин і Березна.

## Притоки
Іковка — ліва притока. Довжина річки 15 км, площа басейну водозбору 71,4 км². Бере початок на північній стороні від села Адампіль. Тече переважно на південний схід через село Перекора й у селі Залісся (Шпичинці) впадає в Домаху. Населені пункти вздовж берегової смуги: Гончариха. У селі Перекора річку перетинає автошлях Т 2318.